# Cascera virens
Cascera virens är en fjärilsart som beskrevs av Rothschild 1917. Cascera virens ingår i släktet Cascera och familjen tandspinnare. Inga underarter finns listade i Catalogue of Life.